# Henning Rantzau
Henning Rantzau (auch: Henning Rantzow) (bl. 1521; † 1531) war Klosterpropst des adligen Klosters zu Uetersen.

## Leben
Über Henning Rantzaus  Herkunft ist nichts bekannt. Möglicherweise ist er identisch mit dem Henning Rantzau aus Holstein, der sich im Sommer 1514 an der Universität Rostock einschrieb. Er wurde 1527 Klosterpropst des Klosters Uetersen als Nachfolger von Johann von der Wisch. Er wurde erstmals in einem Brief des Pinneberger Drosten Hans Barner an Clement von der Wisch aus dem Jahr 1543 erwähnt: … weß nun die vorigen praweste… alse jw broder zeliger und Rantzauen…, so wete gy, dat jw desulve (Propstei) uth gnaden iß thogesteldt durch weilandt grave Jost von Schaumburgh. Weiter kommt er in einem Notariatsinstrument vom 12. November 1580 des Notars Johannes Faust vor, bei der die Priörin Dorothea von der Wisch befragt wurde, die aussagte: Darnegest Anno der weiniger thall xxi Herr Johan von der Wisch, der ock ein Domher tho Schleßwigk gewesen; negest dußem, einer mit Namen Henning Rantzow, darna Jost Eigenhusen, welcker up Vorbede weiland Graf Johans tho Schauwenborch …. Henning Rantzau verstarb 1531, sein Nachfolger wurde Jost Ingenhusen (Eigenhusen).